# Midnight Oil
Midnight Oil (cunoscut și sub numele de „The Oils”) este o trupă rock australiană compusă din Peter Garrett (voce, muzicuță), Rob Hirst (baterii), Jim Moginie (chitară, clape) și Martin Rotsey (chitară). 
Formația a fost înființată cu numele de Farm în Sydney în anul 1972 de Hirst, Moginie și basistul inițial Andrew James. L-au înrolat pe Garrett în anul următor, și-au schimbat numele în 1976 și l-au luat în formație pe Rotsey un an mai târziu. Peter Gifford a servit ca basist între anii 1980 și 1987, iar Bones Hillman a rămas în formație până la moartea sa în 2020.
Midnight Oil și-a lansat albumul de debut auto-intitulat Midnight Oil în 1978 și a devenit formație de  cult în Australia, în ciuda respingerii de către  direcția principală a mass-mediei. Trupa a obținut o popularitate mai mare în toată Australa și odată cu lansarea piesei 10, 9, 8, 7, 6, 5, 4, 3, 2, 1 (1982) – care a dat naștere single-urilor „Power and the Passion” și „US Forces”, a început să atragă publicul și în Statele Unite. Primul lor album numărul unu în Australia l-au lansat în 1984 cu Red Sails in the Sunset și s-au clasat pe primul loc în topul de single-uri din țara natală timp de șase săptămâni cu EP-ul Species Deceases (1985).
Grupul a atras atenția la nivel mondial cu albumul din 1987 Diesel and Dust. Single-urile sale „The Dead Heart” și „Beds Are Burning” au atras atenția asupra situației dificile a australienilor indigeni, Beds Are Burning ocupând primul loc în mai multe țări. 
Midnight Oil a continuat succesul cu Blue Sky Mining (1990) și Earth and Sun and Moon (1993) – fiecare susținut de un single internațional de succes în „Blue Sky Mine” și, respectiv, „Truganini”, albumul a rămas o prezență formidabilă în topurile albumelor în Australia până la desființarea formației în 2002. Formația a susținut concerte sporadic în restul anilor 2000 și a anunțat o reformă la scară largă a formației în 2016.
Muzica trupei abordează adesea subiecte politice și au susținut multe cauze de stânga. Au câștigat unsprezece premii ARIA și au fost incluși în ARIA Hall of Fame în 2006. Faima formației Midnight Oil a crescut de la sfârșitul anilor 1970, multe dintre cântecele lor au devenit cover-uri, pentru numeroși artiști populari. Pe lângă producția lor de studio, grupul este celebrat pentru spectacolele lor live energice, care prezintă dansul frenetic al lui Garrett. Scriitorul Andrew Street de la ziarul The Guardian din Australia a descris Midnight Oil drept „una dintre cele mai iubite formații din Australia”.

## Istoric

### Începuturile. Farm: 1972–1976
În 1971 bateristul Rob Hirst, basistul Andrew James și Jim Moginie la sintetizator alcătuiau formația. Numele formației, Farm l-au adoptat în anul 1972.La început formația interpreta pe lângă propriile piese prelucrări ale unor piese de la Cream, Creedence Clearwater Revival și Led Zeppelin.

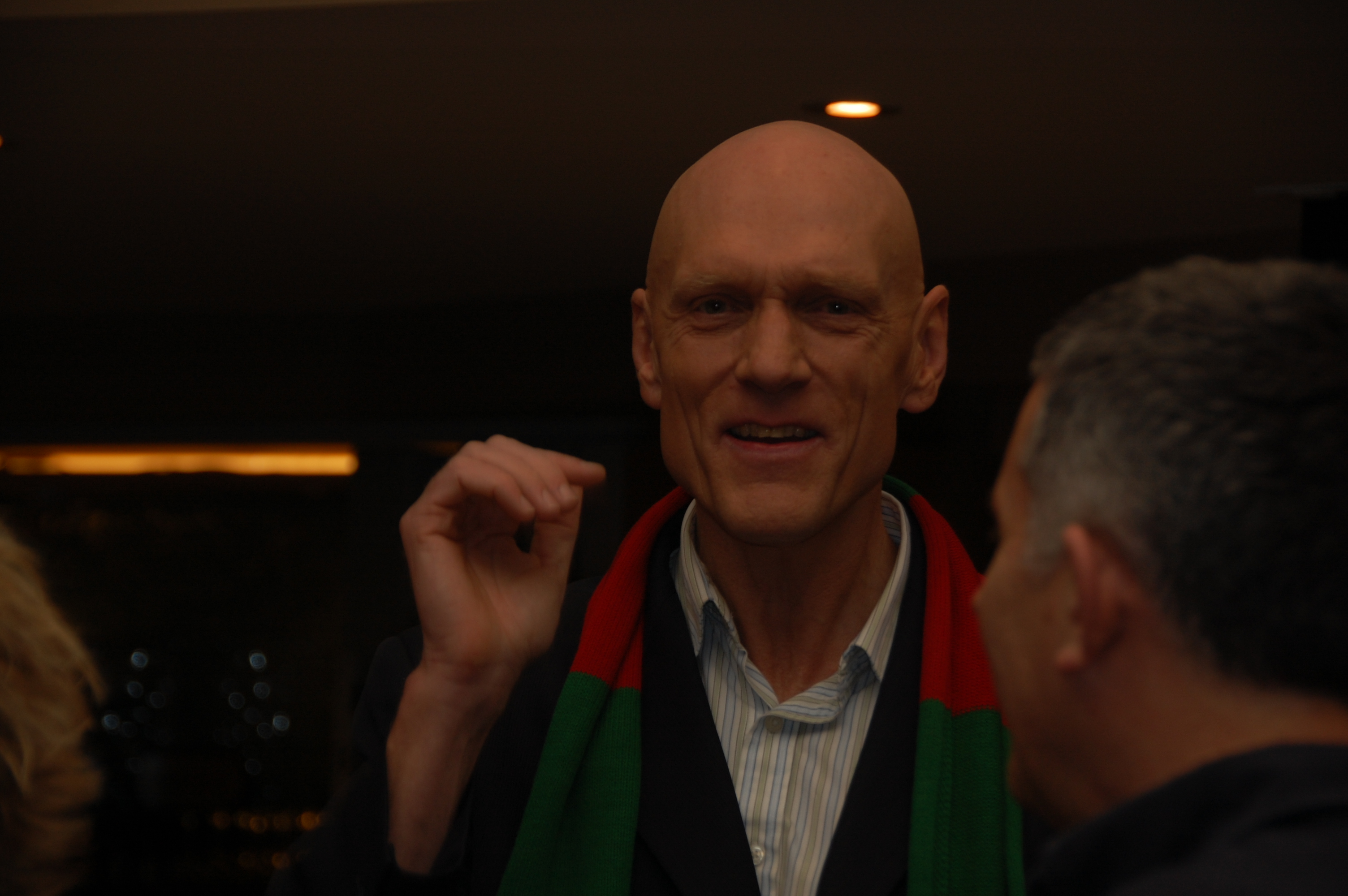
Peter Garrett în 2007

Peter Garrett s-a prezentat la un anunț dat de formația Farm la ziar pentru recrutarea unui nou membru pentru formție și a devenit mai târziu cântărețul formației. Garrett a început să introducă în repertoriu elemente de rock progresiv de la Focus, Jethro Tull și Yes, dar folosea și elemente proprii.
Deoarece vocalistul Garrett studia dreptul la Universitatea Națională din Canberra, din cauza distanței, trupa funcționa doar la nivel de amatori. Au concertat în locații de pe coastă, la nord de Sydney, dar până în anul 1975 au făcut turnee pe toată coasta de est. La sfârșitul anului 1976, Garrett s-a mutat la Sydney pentru a-și finaliza studiile de drept, apoi formația a progresat la statut profesional.   
Până atunci, formația și-a schimbat numele din Farm în Midnight Oil, după tragere la sorți au scos acest nume din pălărie (alte nume care erau în pălărie: Television, Sparta, Southern Cross). Numele l-au luat din melodia lui Jimi Hendrix „Burning of the Midnight Lamp”.

### Perioada după Farm: 1976-1981

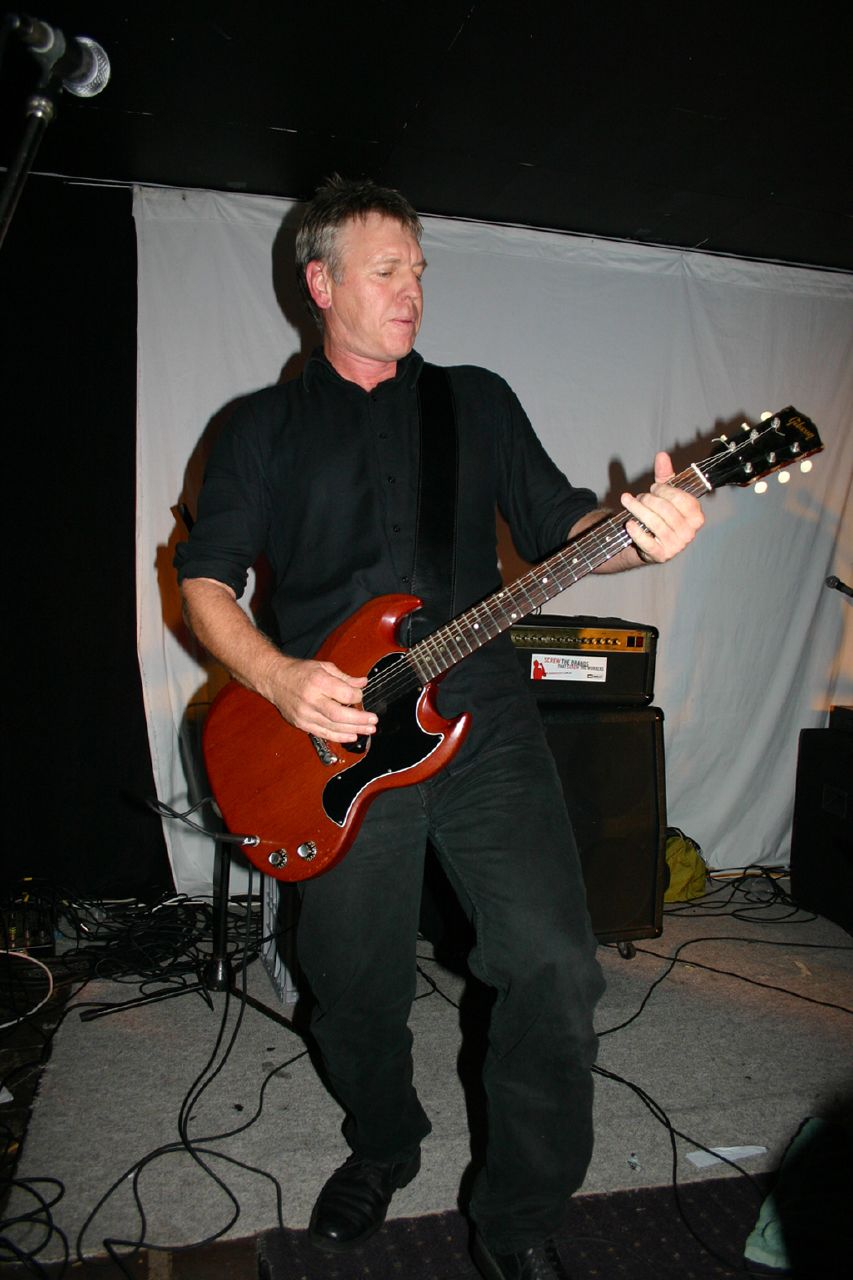
Martin Rotsey la un club din Brisbane în 2007.

După schimbarea numelui, trupa a început să cânte propriile cântece agresive în stil punk-hard rock în localuri mai mici, mai ales în pub-uri. Chitaristul Martin Rotsey s-a alăturat formației în anul 1977 și au fondat propriul lor casă de discuri Powderworks, împreună cu managerul lor, Gary Morris, care negocia contracte avantajoase formației pentru turnee și discuri.
În iunie 1978, au început să înregistreze primul lor album cu producătorul postului de radio local, 2JJ, care a fost lansat în noiembrie 1978 sub numele de Midnight Oil. Primul single, „Run by Night”, a fost lansat în decembrie 1978, cu puțin succes. 
Mulțumită celor 200 de concerte anuale, au atras o bază serioasă de fani care se extindea acum și în alte orașe. Concertele lor de mare intensitate, dinamice, i-au fac cunoscuți. Primul disc LP Midnight Oil a dezamăgit criticii cărora le lipsea prezența fascinantă de pe scenă, energia concertelor, la înregistrările de studio considerând că vocea lui Garrett este artificială, uneori sună fragilă.